# Elisa Delle Piane
Elisa Delle Piane   (Montevideo, 27 de març de 1925 - Parque del Plata, 25 d'agost de 2008) va ser una política i activista uruguaiana pels drets humans, integrant del Front Ampli.

## Biografia
Elisa Delle Piane va néixer al març de 1925 i va morir als 83 anys a l'agost de 2008.
Va estar casada amb Zelmar Michelini, exsenador frontamplista assassinat a Buenos Aires durant l'època de la dictadura militar, juntament amb Héctor Gutiérrez Ruiz (president de la Cambra de Representants fins al cop d'estat del 27 de juny de 1973), i els tupamaros Rosario del Carmen Barredo i William Whitelaw Blanco.
Elisa, va estar en els inicis del Front Ampli i va ser presidenta de la Comissió Nacional Pro-referèndum a l'Uruguai.
També va ser política. Va ser senadora suplent i es va asseure al mateix escó que va ocupar Zelmar Michelini.